# Cryptoperla uenoi
Cryptoperla uenoi is een steenvlieg uit de familie Peltoperlidae. De wetenschappelijke naam van de soort is voor het eerst geldig gepubliceerd in 1946 door Kohno.